# 柳原正之
柳原 正之（やなぎはら まさゆき、1907年（明治40年）1月2日 - 1989年（平成元年）10月28日）は、昭和期の農業技術者、政治家。長野県長野市長。

## 来歴
長野県更級郡八幡村（現千曲市）で、柳原慶助、ゆみ の二男として生まれた。1924年（大正13年）3月、更級農業学校（現長野県更級農業高等学校）を卒業。
1928年（昭和3年）八幡村農会技手となり、1934年（昭和9年）長野県技手、1941年（昭和16年）農商務省技手、1944年（昭和19年）長野県農林技師、1951年（昭和26年）特産課長、1953年（昭和28年）農業改良課長、1955年（昭和30年）下伊那地方事務所長、1957年（昭和32年）地方課長、1959年（昭和34年）人事課長、1960年（昭和35年）人事委員会事務局長、1961年（昭和36年）企業局電気部長を歴任した。1968年（昭和38年）長野市助役に転じた。
1973年（昭和48年）長野市長選挙で当選し、1985年（昭和60年）11月まで3期務めた。また全国市長会副会長、県市長会長など歴任した。在任中は長野運動公園の建設や、幹線道路の整備などに尽力した。